# Ptilinopus pulchellus
Ptilinopus pulchellus là một loài chim trong họ Columbidae.